# Jacobaea minuta
Jacobaea minuta là một loài thực vật có hoa trong họ Cúc. Loài này được (Cav.) Pelser & Veldkamp mô tả khoa học đầu tiên năm 2006.